# Plagithmysus pennatus
Plagithmysus pennatus là một loài bọ cánh cứng trong họ Cerambycidae.